# هیچی نگو (فیلم ۲۰۰۳)
«هیچی نگو» (انگلیسی: Kuch Naa Kaho) فیلمی هندی در سبک رمانتیک به کارگردانی روحان سیپی و راجکومار سانتوشی است که در سال ۲۰۰۳ منتشر شد. از بازیگران آن می‌توان به آبیشک باچان، آیشواریا رای، ارباز خان، ساتیش شاه و هیمانی شیوپوری اشاره کرد.